# Punta Gorda, Florida

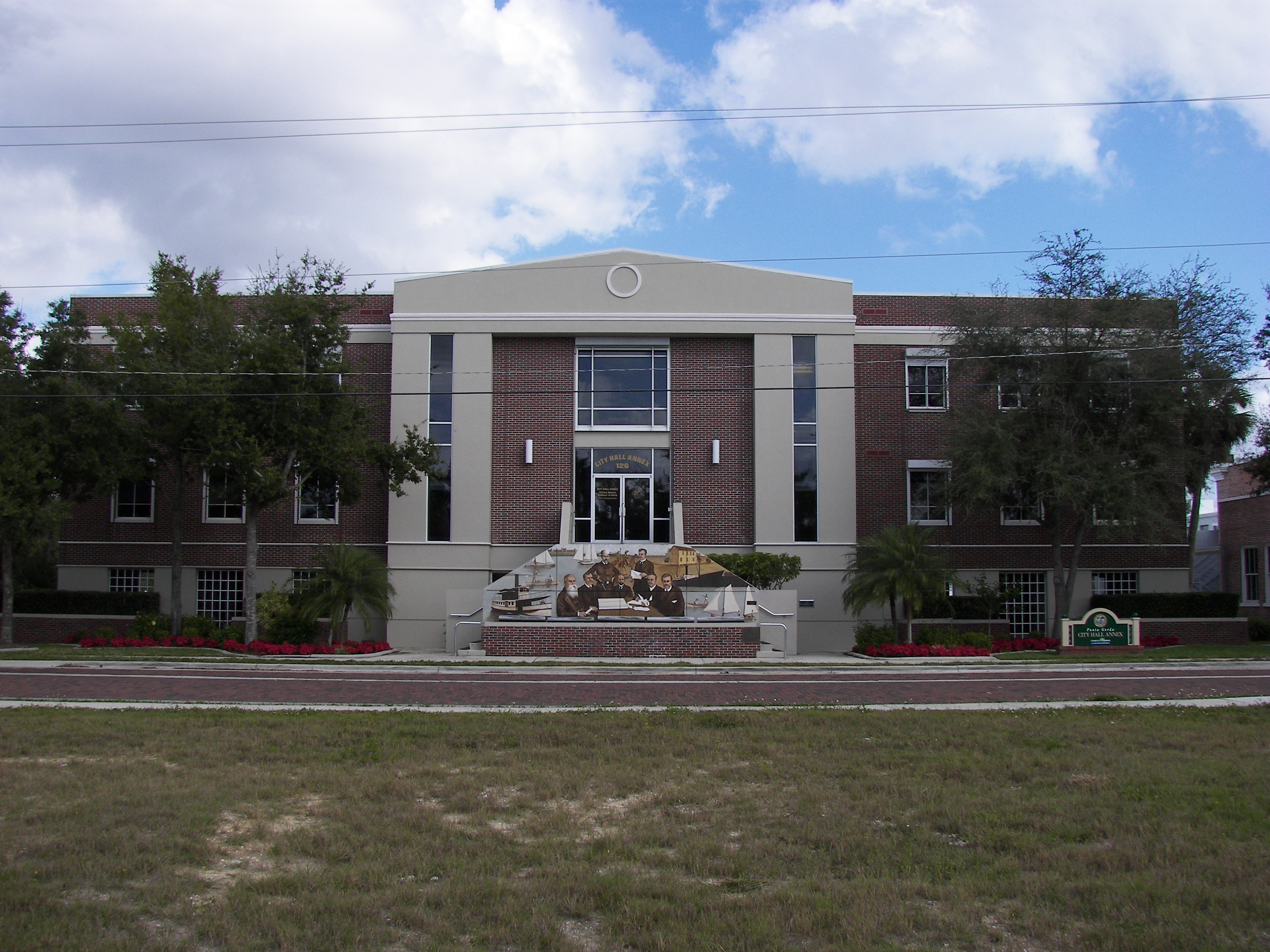
Tòa thị chính Punta Gorda

Punta Gorda (/ ʌpʌntə ˈɡɔːrdə /; tiếng Anh: Fat Point) là một thành phố ở Quận Charlotte,Florida, Hoa Kỳ. Theo điều tra dân số năm 2010, thành phố có dân số 16.641 người. Đây là quận lỵ và là đô thị duy nhất được thành lập trong quận. Punta Gorda là thành phố chính của Punta Gorda và nằm trong khu vực kết hợp Sarasota-Bradenton-Punta Gorda theo thống kê Khu vực.
Punta Gorda đã từng chịu một trận càn quét lớn của Charley, một cơn bão cấp 4, đã đi qua thành phố vào ngày 13 tháng 8 năm 2004. Charley được xem là cơn bão mạnh nhất tấn công Florida sau cơn bão Andrew vào năm 1992 và là cơn bão đầu tiên tàn phá trực tiếp trên bờ biển phía tây nam Florida sau cơn bão Donna năm 1960. Trong những năm tiếp theo sau cơn bão, các tòa nhà đã được khôi phục hoặc được xây dựng thành các công trình có khả năng chống bão.  

## Địa lý
Theo Cục Thống Kê Dân số Hoa Kỳ, thành phố có tổng diện tích là 21,0 dặm vuông (54,4 km2), trong đó 15,0 dặm vuông (38,9 km2) là đất và 6.0 dặm vuông (15,5 km2) (28,52%) là nước.

### Sự phân vùng
Kể từ ngày 5 tháng 10 năm 2017, Punta Gorda có mười một khu vực phân vùng. Trong số mười một khu vực phân vùng thì có sáu khu vực được đưa vào sử dụng như khu dân cư, hai khu dành cho mục đích thương mại, một khu thuộc quyền sử dụng của chính phủ và hai khu cho phép sử dụng hỗn hợp.

## Dân cư
Theo điều tra dân số năm 2000, thành phố này có 14.344 người, 7,165 hộ gia đình và 5.187 hộ gia đình sống trong thành phố. Mật độ dân số là 1.012,8 mỗi dặm vuông (391,1 / km²). Có 8,907 đơn vị nhà ở với mật độ trung bình 628,9 mỗi dặm vuông (242,9 / km²). Tỷ lệ chủng tộc của thành phố là 94,60% người da trắng, 3,17% người Mỹ gốc Phi, 0,17% người Mỹ bản xứ, 0,78% người châu Á, 0,03% người Thái Bình Dương, 0,59% từ các chủng tộc khác và 0,68% từ hai hoặc nhiều chủng tộc. Người gốc Tây Ban Nha hoặc La tinh của bất kỳ chủng tộc nào là 1,99% dân số.
Có 7,165 hộ gia đình, trong đó 8,3% có trẻ em dưới 18 tuổi sống chung với bố mẹ, 66,8% là cặp vợ chồng chung sống với nhau, 4,3% là phụ nữ độc thân và 27,6% không phải là gia đình. 24,1% hộ gia đình được tạo thành từ các cá nhân và 15,9% có người sống một mình 65 tuổi trở lên. Quy mô hộ trung bình là 1,97 và quy mô gia đình trung bình là 2,27.
Trong thành phố, dân số có tỷ lệ theo độ tuổi là 8,2% dưới 18 tuổi, 2,1% từ 18 đến 24 tuổi, 9,9% từ 25 đến 44 tuổi, 33,4% từ 45 đến 64 tuổi, và 46,4% người từ 65 tuổi trở lên. Độ tuổi trung bình là 64 tuổi. Cứ 100 phụ nữ thì có 89,9 nam giới. Cứ 100 nữ từ 18 tuổi trở lên thì có 88,9 nam giới.
Thu nhập trung bình cho một hộ gia đình trong thành phố là 48.916 đô la và thu nhập trung bình cho một gia đình là 54.879 đô la. Nam giới có thu nhập trung bình là $ 34,054 so với $ 26,125 đối với nữ giới. Thu nhập bình quân đầu người cho thành phố là 32.460 đô la. Khoảng 4,7% gia đình và 6,5% dân số sống dưới mức nghèo khổ, trong đó có 10,9% trong số những người dưới 18 tuổi và 3,0% của những người 65 tuổi trở lên.